# Špitálský kostel (Innsbruck)
Špitálský kostel je římskokatolický kostel v Innsbrucku. Nachází se na ulici Maria-Theresien-Straße v centru. Je zasvěcený svatému Duchu.
Již od roku 1326 je zmiňována městská nemocnice, v té době se kvůli nebezpečí infekce nacházela mimo městské hradby. Samotná nemocnice byla přesunuta do své současné lokality v roce 1888. Kostel byl stavěn od roku 1700 podle plánů Johanna Martina Gumppa staršího místo budovy gotického předchůdce. Dva portály mají složitě vyřezávané dveře, interiér se vyznačuje bohatou štukovou výzdobou. Fresky byly namalovány po poškození bombou za druhé světové války v roce 1962 Hansem Andreem. Na oltáři z roku 1705 je integrován gotický kříž (okolo roku 1500).
Od 17. září 2006 do 1. června 2017 byl pastorem tohoto kostela římskokatolický kněz a univerzitní profesor Josef Wolsegger.